# 盃山站
盃山站（：／ Baesan yeok */?）是釜山地鐵3號線沿線的一座地下車站，位於韓國釜山廣域市蓮堤區蓮山洞。

## 車站結構
站體為2面2線側式月台的地下車站，候車月台設有月台幕門，並有6處出口。

### 月台配置
| 望美 ↑   |
| \| 上    |
| ↓ 水滿谷 |

| 月台 | 路線               | 目的地                           |
| ---- | ------------------ | -------------------------------- |
| 上行 | ●釜山都市铁道3号线 | 望美、水營方向                   |
| 下行 | ●釜山都市铁道3号线 | 蓮山、美南、德川、龜浦、大渚方向 |

## 歷史
- 2005年11月28日：落成啟用。

## 車站周邊
- 望美中學
- 蓮山醫院
- 蓮山療養院
- 蓮山洞郵局
- 蓮山派出所
- 釜山銀行蓮美分行

## 圖片

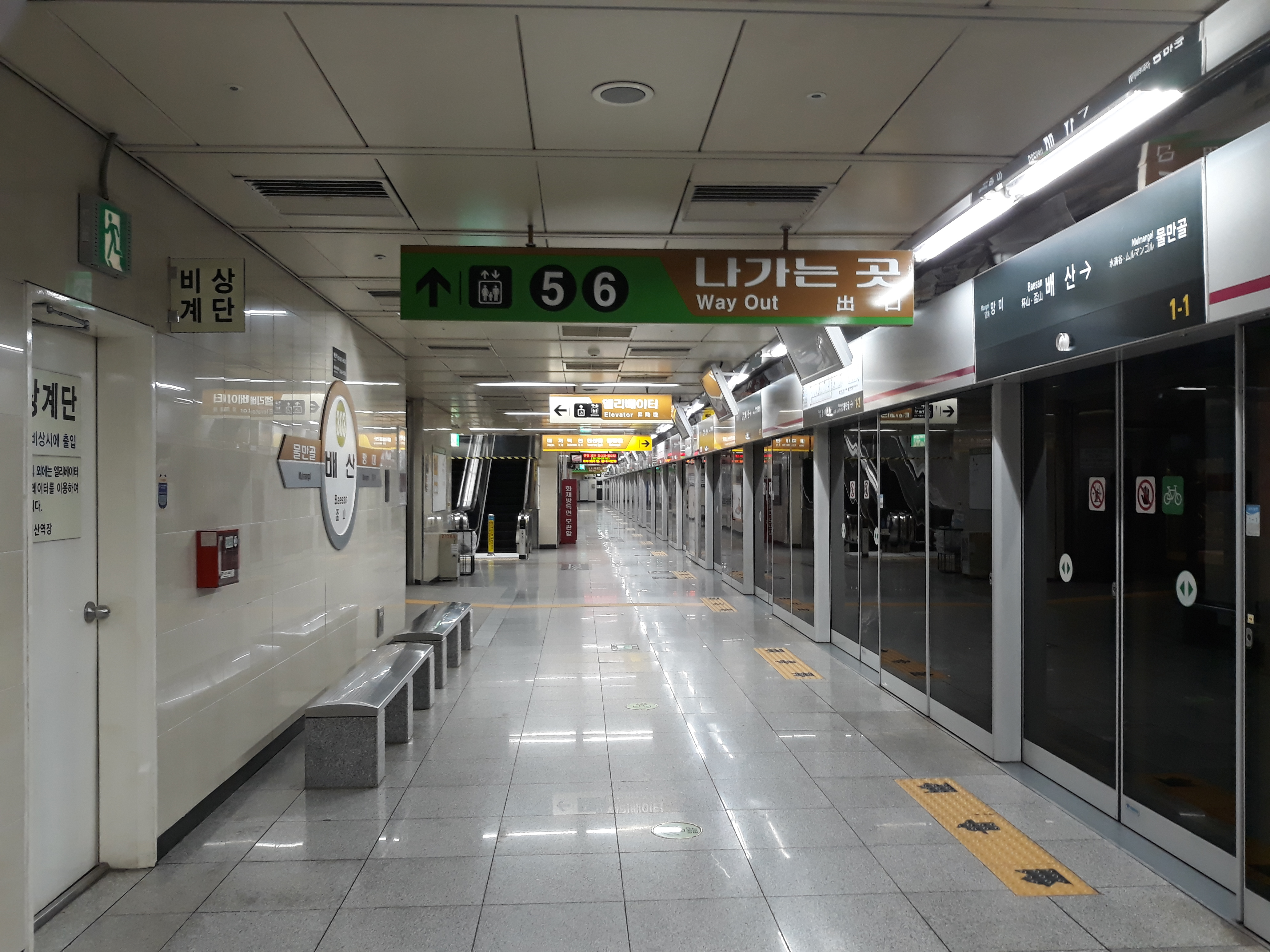
候車月台
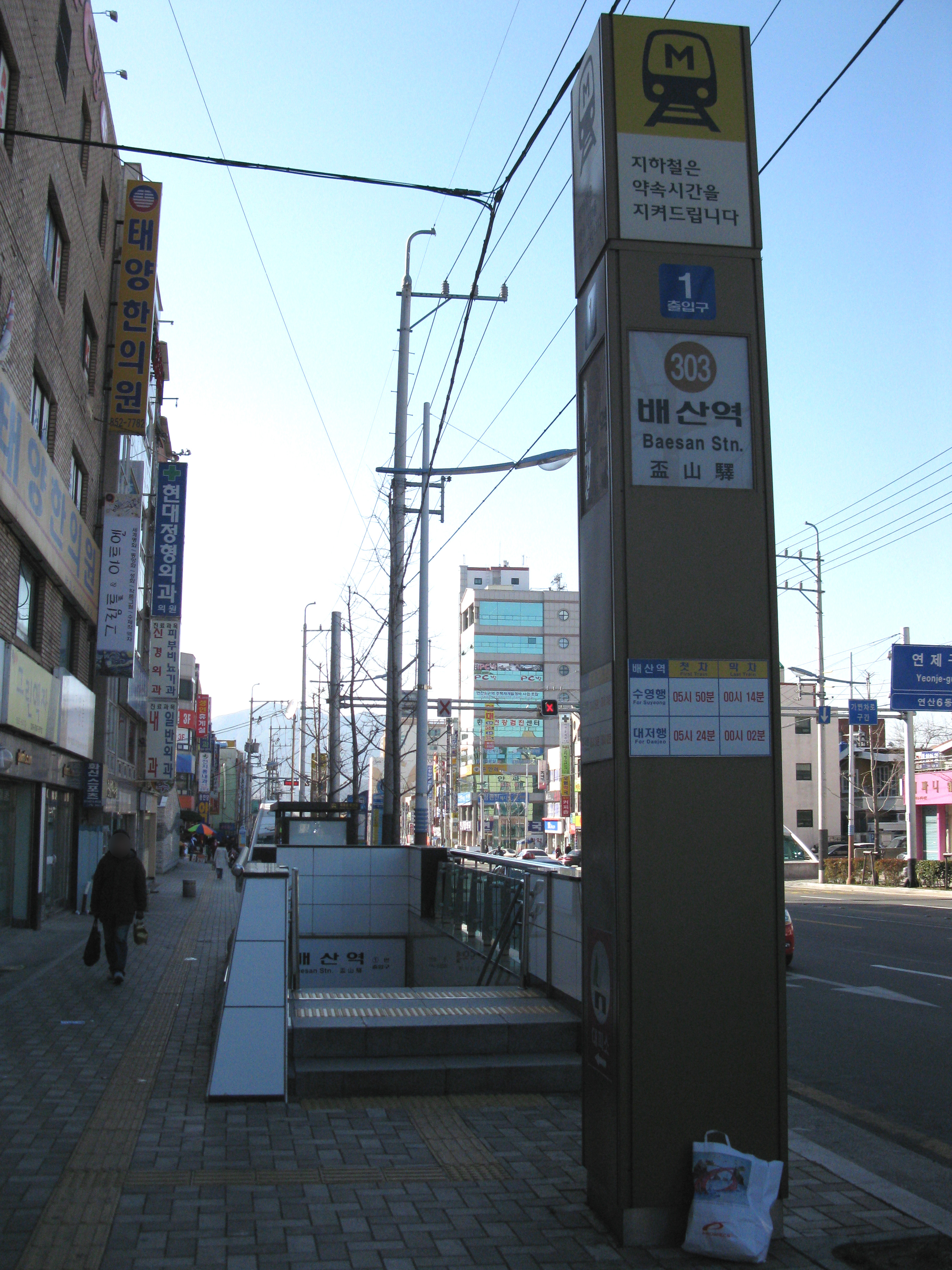
1號出口

## 相鄰車站
釜山交通公社
●釜山都市铁道3号线
望美（302）－盃山（303）－水滿谷（304）